# Губбет-ель-Вейджіль
Губбе́т-ель-Вейджі́ль — бухта, розташована в північній частині Червоного моря. Розташована в межах Саудівської Аравії. Знаходиться між двома сильно порізаними півостровами. В гирлі знаходиться довгий піщаний острів-коса.
| Саудівська Аравія | Це незавершена стаття з географії Саудівської Аравії. Ви можете допомогти проєкту, виправивши або дописавши її. |